# Шоршельське сільське поселення
Шорше́льське сільське поселення (рос. Шоршельское сельское поселение) — муніципальне утворення у складі Маріїнсько-Посадського району Чувашії, Росія. Адміністративний центр — село Шоршели.

## Населення
Населення — 1608 осіб (2019, 1732 у 2010, 1847 у 2002).

## Склад
До складу поселення входять такі населені пункти:
| Населений пункт          | Населення, осіб (2002) | Населення, осіб (2010) |
| ------------------------ | ---------------------- | ---------------------- |
| Анаткаси, присілок       | 97                     | 84                     |
| Велике Камаєво, присілок | 294                    | 259                    |
| Єльниково, присілок      | 168                    | 179                    |
| Кочино, присілок         | 108                    | 83                     |
| Мале Камаєво, присілок   | 286                    | 262                    |
| Шоршели, село            | 894                    | 865                    |